# 박영순 (1964년)
박영순(朴英淳, 1964년 12월 7일~)은 대한민국의 정치인으로 제21대 국회의원이다.
참여 정부와 문재인 정부에서 대통령비서실 행정관을 지냈으며 제19대 대전광역시 정무부시장을 역임했다. 제21대 국회의원 선거를 앞두고 더불어민주당 소속으로 대전 대덕구 선거구에 공천되어 당선되었다.

## 학력
- 1971~1977 대전문화국민학교 졸업
- 1977~1980 대전북중학교 졸업
- 1980~1983 대전대신고등학교 졸업
- 1983~1992 충남대학교 영문학 학사

## 경력
- 1991: 전국대학생대표자협의회 부의장
- 2002: 제16대 대통령 선거 새천년민주당 노무현 대통령 후보 정책보좌역
- 2005~2006: 청와대 대통령비서실 시민사회수석실, 홍보수석실 행정관
- 2006: 충남대학교병원 상임감사
- 2009.09~2014.07: 민주당→민주통합당→민주당→새정치민주연합 대전광역시당 대덕구 지역위원회 위원장
- 2014.11~2016.04: 새정치민주연합→더불어민주당 대전광역시당 대덕구 지역위원회 위원장
- 2016.07~2017.06: 대전광역시청 소속 대전광역시 시장 비서실 정무특별보좌관
- 2017.06~2018.03: 대통령비서실 사회혁신수석실 제도개선비서관실 선임행정관
- 2018.07~2019.07: 제19대 대전광역시 정무부시장
- 2019.08~2024.02: 더불어민주당 대전광역시당 대덕구 지역위원회 위원장
- 2020년 4월 15일: 대한민국 제21대 국회의원 선거 당선(대전 대덕구, 더불어민주당, 초선)
- 2020.08~2022.08: 더불어민주당 대전광역시당 위원장
- 2021.05~2022.10: 더불어민주당 정책위원회 상임부의장
- 2022.03~2023.05: 더불어민주당 원내부대표(분권)
- 2024.02~2024.04: 새로운미래 책임위원
- 2024.02~2024.09: 새로운미래 대전광역시당 위원장
- 2024.03~2024.04: 제22대 국회의원 선거 새로운미래 선거대책위원회 공동선거대책위원장
- 2024.04~2024.07: 새로운미래 비상대책위원
- 2024.09~2025.05: 새미래민주당 대전광역시당 위원장

### 주요 당적
- 2007.08~2008.01 대통합민주신당
- 2008.01~2009.02 무소속
- 2009.02~2011.12 민주당
- 2011.12~2013.05 민주통합당
- 2013.05~2014.03 민주당
- 2014.03~2015.12 새정치민주연합
- 2015.12~2016.07 더불어민주당
- 2016.07~2018.03 무소속
- 2018.03~2018.07 더불어민주당
- 2018.07~2019.07 무소속
- 2019.07~2024.02 더불어민주당
- 2024.02~2024.02 무소속
- 2024.02~2024.09 새로운미래
- 2024.09~2025.05 새미래민주당
- 2025.05~ 무소속

### 의정 활동
- 2020.05~2024.05: 제21대 국회의원(대전 대덕구, 더불어민주당→무소속→새로운미래)
  - 2020.06~2022.05: 제21대 국회 전반기 국토교통위원회 위원
  - 2020.07~2024.05: 국회 문화유산회복포럼 연구책임의원
  - 2022.04~2023.05: 제21대 국회 전·후반기 국회운영위원회 위원
  - 2022.07~2024.05: 제21대 국회 후반기 산업통상자원중소벤처기업위원회 위원
  - 2022.07~2023.05: 제21대 국회 후반기 예산결산특별위원회 위원

## 전과
- 현존건조물방화미수, 폭력행위등처벌에관한법률위반, 집회및시위에관한법률위반, 화염병사용등의처벌에관한법률위반: 징역 2년 - 1990년 7월 12일 선고[1]
- 근로기준법위반: 벌금 1,500,000원 - 2001년 9월 11일 선고[1]

## 역대 선거 결과
|  | 20.56% |

|  | 22.30% |

|  | 29.51% |

|  | 46.02% |

|  | 42.59% |

|  | 33.56% |

|  | 49.39% |

|  | 6.01% |

## 소속 정당
| 소속 정당 | 소속 정당      | 소속 기간 | 비고      |
| --------- | -------------- | --------- | --------- |
|           | 통일민주당     | 1989~1990 | 정계 입문 |
|           | 무소속         | 1990      | 탈당      |
|           | 민주당         | 1990~1991 | 창당      |
|           | 민주당         | 1991~1995 | 합당      |
|           | 무소속         | 1995      | 탈당      |
|           | 새정치국민회의 | 1995~2000 | 창당      |
|           | 새천년민주당   | 2000~2003 | 합당      |
|           | 무소속         | 2003      | 탈당      |
|           | 열린우리당     | 2003~2005 | 창당      |
|           | 무소속         | 2005~2006 | 탈당      |
|           | 열린우리당     | 2006~2007 | 복당      |
|           | 대통합민주신당 | 2007~2008 | 합당      |
|           | 통합민주당     | 2008      | 합당      |
|           | 민주당         | 2008~2011 | 당명 변경 |
|           | 민주통합당     | 2011~2013 | 합당      |
|           | 민주당         | 2013~2014 | 당명 변경 |
|           | 새정치민주연합 | 2014~2015 | 합당      |
|           | 더불어민주당   | 2015~2017 | 당명 변경 |
|           | 무소속         | 2017~2018 | 탈당      |
|           | 더불어민주당   | 2018      | 복당      |
|           | 무소속         | 2018~2019 | 탈당      |
|           | 더불어민주당   | 2019~2024 | 복당      |
|           | 무소속         | 2024      | 탈당      |
|           | 새로운미래     | 2024      | 입당      |
|           | 새미래민주당   | 2024~2025 | 당명 변경 |
|           | 무소속         | 2025~현재 | 탈당      |

## 같이 보기
- 대덕구 (선거구)
- 대전 대덕구의 국회의원
- 대전광역시 부시장